# Vesicularia brachytheciopsis
Vesicularia brachytheciopsis är en bladmossart som beskrevs av Brotherus 1909. Vesicularia brachytheciopsis ingår i släktet Vesicularia och familjen Hypnaceae. Inga underarter finns listade i Catalogue of Life.